# Ossian Perret

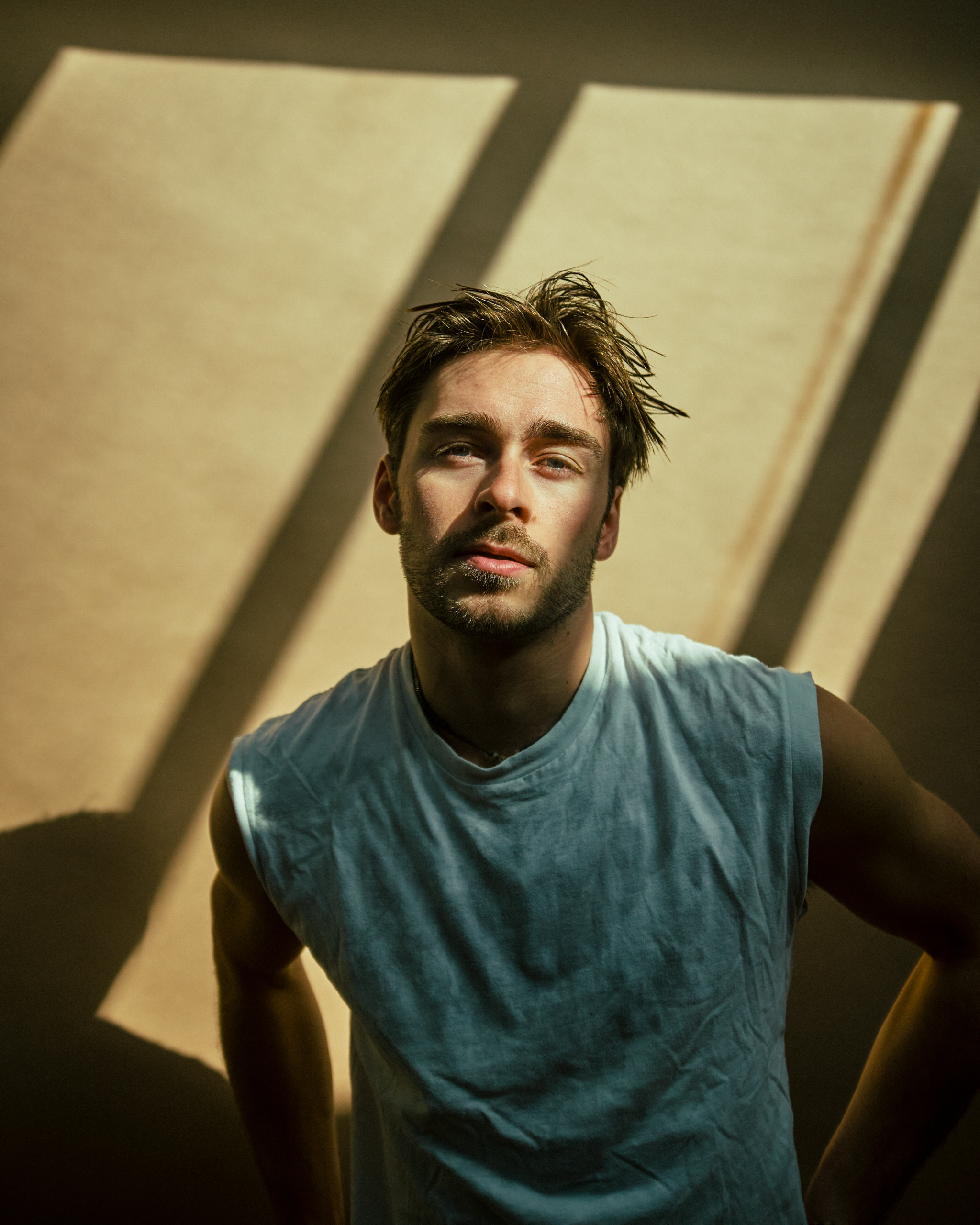
Ossian Perret

Ossian Perret ist ein britisch-französischer Schauspieler und Synchronsprecher.

## Leben
Perret studierte drei Jahre lang Schauspiel am Drama Centre London. Er beendete sein Schauspielstudium mit dem Bachelor of Arts mit Anerkennung. Neben Englisch und Französisch spricht er außerdem Deutsch und Schweizer Hochdeutsch.
Erste größere Schritte als Schauspieler ging Perret ab 2009 als Bühnendarsteller. 2019 gab er sein Fernsehdebüt in einer Episode der Fernsehserie Grantchester, ehe er im selben Jahr in sechs Episoden der Fernsehserie Himmelstal die Rolle des Corin verkörperte. Außerdem folgte eine Episodenrolle in The Witcher. 2020 stellte er in der Fernsehserie The First Team die wiederkehrende Rolle des Pascal dar. Ab demselben Jahr bis einschließlich 2022 war er in sieben Episoden der Fernsehserie The Last Kingdom als Wihtgar zu sehen. 2021 spielte er in der Fernsehserie Glow & Darkness mit.
Als Synchronsprecher war er unter anderen in den Computerspielen Amnesia: The Bunker und Dragon Age: The Veilguard sowie in 25 Episoden der Fernsehserie Mittens & Pants zu hören.

## Filmografie (Auswahl)
- 2019: Grantchester (Fernsehserie, Episode 4x04)
- 2019: Himmelstal (Sanctuary, Fernsehserie, 6 Episoden)
- 2019: The Witcher (Fernsehserie, Episode 1x04)
- 2020: Ernie (Kurzfilm)
- 2020: The First Team (Fernsehserie, 4 Episoden)
- 2020–2022: The Last Kingdom (Fernsehserie, 7 Episoden)
- 2021: Trying (Fernsehserie, Episode 2x07)
- 2021: Glow & Darkness (Fernsehserie, 7 Episoden)
- 2024: Arthur’s Whisky
- 2024: D-Day: The Unheard Tapes (Miniserie, 2 Episoden)

## Synchronisationen (Auswahl)
- 2023: Amnesia: The Bunker (Computerspiel)
- 2023: Mittens & Pants (Fernsehserie, 25 Episoden)
- 2024: Dragon Age: The Veilguard (Computerspiel)

## Theater (Auswahl)
- 2009: The Twits, Regie: Thomas Grafton und Phyllida Crowley Smith
- 2009: Ernie's Incredible Illucinations, Regie: Thomas Grafton und Phyllida Crowley Smith
- 2012: The Importance of Being Earnest, Regie: Amy Smearsoll
- 2013: Arsenic and Old Lace, Regie: Amy Smearsoll
- 2016: Three Sisters, Regie: Seb Harcombe
- 2016: The Rivals, Regie: Annie Tyson
- 2016: Rocket to the Moon, Regie: Aoife Smyth
- 2017: Twelfth Night, Regie: David Jackson
- 2017: Some Voices, Regie: Harry Burton
- 2017: Hotel Paradiso, Regie: Oleg Mirochnikov
- 2018: Naked Not Nude, Regie: Anthony Clarke
- 2018: After Troy, Regie: Seb Harcombe
- 2018: An Ordinary Day, Regie: Ewa Borowska
- 2022: The Dwarfs, Regie: Harry Burton